# Шенберг (Саксонія)
Шенберг (нім. Schönberg) — громада в Німеччині, розташована в землі Саксонія. Входить до складу району Цвікау. Складова частина об'єднання громад Меране-Шенберг.
Площа — 15,48 км2. Населення становить 889 ос. (станом на 31 грудня 2020).

## Галерея

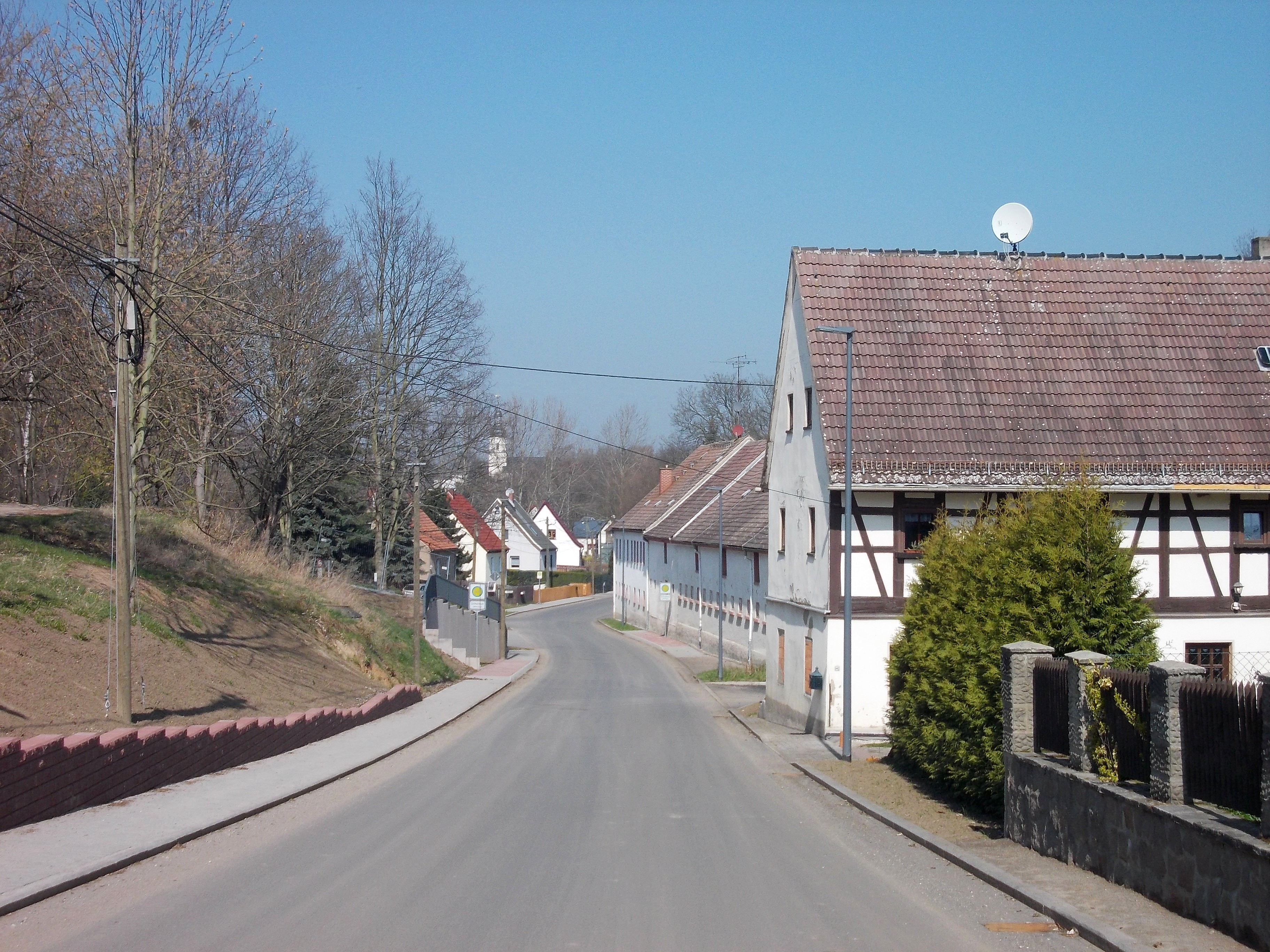